# آنتراکت (فیلم)
آنتراکت (به فرانسوی: Entr'acte) فیلم کوتاهی است از رنه کلر و از سینمای فرانسه که در سال ۱۹۲۴ تولید شده است و بسیاری آن‌را پیشگام سینمای سورئالیستی می‌دانند. فیلم در اصل به عنوان آنتراکت (تنفس) برای یک باله ساخته شده است و موسیقی فیلم و باله را اریک ساتی ساخته است.

## تولید

### توسعه
برای تولید این فیلم، هنرمندان دادائیست همکار در این پروژه شیوهٔ جدیدی از تولید را به نام روش آنی (به فرانسوی: instantanéisme) ابداع کردند. برای تولید تمام ۲۰ دقیقه فیلم از این تکنیک استفاده کرده است؛ تماشای مردمی که در حالت اسلوموشن حرکت می‌کنند، تماشای اتفاقات به صورت معکوس، نگاه کردن به رقاص باله از زیر، تماشای یک تخم مرغ بالای چشمه آب و تبدیل ناگهانی آن به پرنده و در نهایت ناپدید شدن. بازیگران فیلم از حضور افتخاری چهره‌های سرشناسی چون فرانسیس پیکابیا، اریک ساتی، من ری و مارسل دوشان تشکیل شده است.